# Alcedo pusilla
Alcedo pusilla е вид птица от семейство Alcedinidae. Видът е незастрашен от изчезване.

## Разпространение
Разпространен е в Австралия, Индонезия, Папуа-Нова Гвинея и Соломоновите острови.